# Andrew Gowers
Andrew Gowers (* 1956) ist ein britischer Journalist, ehemaliger Chefredakteur der Financial Times sowie Initiator und Herausgeber der Financial Times Deutschland, deren Chefredakteur er 2000 und 2001 war. Anschließend wechselte er in die Kommunikationsbranche.

## Leben und Wirken
Zwischen 2006 und Ende 2008 war Gowers Mitarbeiter der Bank Lehman Brothers, deren Konkurs ein Auslöser der weltweiten Finanzkrise ab 2007 war. Ab 2009 war er Kommunikationschef des BP-Konzerns und Schlüsselperson während der Ölpest im Golf von Mexiko 2010. Ende November 2010 hat er diese Position wieder aufgegeben.

## Veröffentlichungen
- Behind the myth : Yasser Arafat and the Palestinian revolution, New York : Olive Branch Press, 1992, ISBN 094-0-79386-5
  - Arafat : hinter dem Mythos, Hamburg : Europäische Verlags-Anstalt, 1994, ISBN 343-4-50035-9
- The development of the European Union, Enstone : Ditchley Foundation, 1998
- Arafat : the biography, London : Virgin, 2003, ISBN 185-2-27924-9
- Gowers review of intellectual property, Stationery Office Books, 2006, ISBN 011-8-40483-0
- Investing in change : the reform of Europe's financial markets, London : Association for Financial Markets in Europe (AFME), 2012, ISBN 978-184-7658-609